# روزاليند لويد
روزاليند لويد (بالإنجليزية: Rosalind Lloyd)‏ هي ممثلة بريطانية، ولدت في 1953.

## وصلات خارجية
- روزاليند لويد على موقع IMDb (الإنجليزية)
- روزاليند لويد على موقع قاعدة بيانات الفيلم (الإنجليزية)